# 500 наций
«500 наций» — восьмисерийный документальный фильм о коренных американцах Северной и Центральной Америки. Он документирует события от доколумбовой эпохи до конца XIX века. Большая часть информации поступает из текстов, данных очевидцев, изображений и компьютерной графики. Сериал был организован Кевином Костнером, рассказан Грегори Харрисоном и срежиссирован Джеком Лейстигом. Он включал в себя голосовое сопровождение Эрика Швайга, Гордона Тутусиса, Уэса Стьюди, Кастуло Герры, Тони Плана, Эдварда Джеймса Олмоса, Патрика Стюарта, Гари Фармера, Тома Джексона, Танту Кардинал, Данте Баско, Шелдона Питерса Вулфчайлда, Тимоти Боттомса, Майкла Хорса, Грэма Грина, Флойда Вестермана, Эми Мэдиган, Фрэнка Салседо, и Куртвуда Смита. Сценарий был написан Джеком Лейстигом, Робертой Гроссман, Ли Миллер (руководитель исследования) и У. Т. Морганом с доктором Джоном М. Д. Полом.
«Правда в том, что у нас есть история, о которой стоит поговорить. У нас есть история, которую стоит отметить. Задолго до того, как первые европейцы прибыли сюда, в Северной Америке уже было около 500 наций. Они населяли континент от побережья до побережья, от Центральной Америки до Арктики. Здесь были десятки миллионов людей, говорящих на более чем 300 языках. Многие из них жили в красивых городах из самых больших и передовых в мире. В ближайшие часы »500 наций" погрузит вас в старые времена, в то, как жили древние цивилизации, и сколько из них выжило… То, что вы увидите, имело место на самом деле. Это не всё, что произошло, и это не всегда приятно. Мы не можем это изменить. Мы не можем повернуть время вспять. Но мы можем открыть на это глаза и дать народам этой земли признание и уважение, которого они заслуживают: их законное место в мировой истории." Кевин Костнер
Документальный сериал основан на одноимённой 480-страничной книге Элвина М. Джозефи, изданной в 1994 году.

## Эпизоды

### Эпизод 1: Завет Вундед-Ни и предки
Сериал начинается там, «где заканчивается наша история» с рассказов очевидцев о Вундед-Ни. «Предки» далее предполагает выдержки из историй создания коренных американцев, а затем исследует три ранние североамериканские культуры, в том числе 800-комнатный Пуэбло-Бонито на засушливом юго-западе, Дворец Клифф в Меса-Верде и Кахокия, крупнейший город в США до 1800 года.

### Эпизод 2: Мексика
История коренных народов Мексики с доколумбовых времён, встреча с европейцами и колонизации, включая подъём и падение толтеков и расцвет Теночтитлана, столицы империи ацтеков.

### Эпизод 3: Столкновение культур
Вследствие того, что коренные народы бросают вызов захватничеству испанских экспедиций в Карибском бассейне, а также становления юго-восточных Соединённых Штатов, два неотражённых нападения, мушкеты и болезни, вызывают тысячи смертей.

### Эпизод 4: Вторжение на побережье
Напряжённость возрастает по мере того, как всё больше иностранцев прибывают в Северную Америку и влияют на жизнь коренных народов. В Джеймстауне разворачивается история принцессы Поухатан, Покахонтас. День благодарения в Плимутской колонии приводит к кровавой колониальной войне с индейцами в 1675 году.

### Эпизод 5: Котёл войны
Европейские державы борются за контроль над американскими ресурсами, превращая родные земли в котёл войны. Многие коренные народы поддерживают Францию, но когда побеждённая страна оставляет своих коренных союзников уязвимыми, решительный лидер, Понтиак, занял видное положение.

### Эпизод 6: Смещение
Вынужденные следовать по Дороге Слёз, коренные американцы вытеснены со своих земель. Лидер народа Шауни Текумсе предпринимает меры для возвращения к традиционному укладу, но в 1830 году издаётся Закон о переселении индейцев. Многие стоически принимают его, но некоторые сопротивляются.

### Эпизод 7: Дороги через равнины
Образ жизни коренных народов Великих Равнин заканчивается, когда американские поселенцы уничтожают огромные стада буйволов. Хотя местные лидеры стремятся к миру, они убиты в Сэнд-крике. Резня приводит к страшным последствиям.

### Эпизод 8: Нападение на культуру
Посягательства на туземные обычаи, имеющие законную основу, включали роспуск общинной земли. Сегодняшним культурам позволено обновляться и помнить образ жизни коренных народов Америки и те трудности, которые они пережили.

## Программный продукт
Образовательная компьютерная игра, основанная на документальном фильме, сделана «Microsoft Home» в том же году, когда он был выпущен.